# Hylobates
Hylobates és un dels quatre gèneres de la família dels gibons. Fins fa relativament poc era l'únic gènere de la família, però s'han ascendit tres dels subgèneres a la categoria de gènere (Hoolock, Nomascus i Symphalangus).

## Classificació
- Família Hylobatidae: gibons
  - Gènere Hylobates
    - Gibó de mans blanques (Hylobates lar)
      - subespècie Hylobates lar lar
      - subespècie Hylobates lar carpenteri
      - subespècie Hylobates lar entelloides
      - subespècie Hylobates lar vestitus
      - subespècie Hylobates lar yunnanensis

    - Hylobates agilis
      - subespècie Hylobates agilis agilis
      - subespècie Hylobates agilis albibarbis
      - subespècie Hylobates agilis unko

    - Hylobates muelleri
      - subespècie Hylobates muelleri muelleri
      - subespècie Hylobates muelleri abbotti
      - subespècie Hylobates muelleri funereus

    - Hylobates moloch
      - subespècie Hylobates moloch moloch
      - subespècie Hylobates moloch pongoalsoni

    - Hylobates pileatus
    - Hylobates klossii